# Temporada 1862-1863 del Liceu

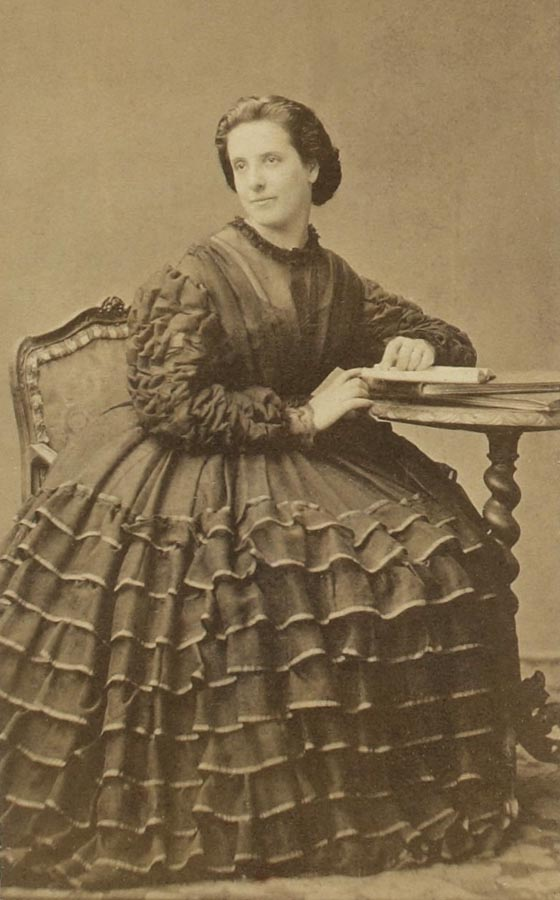
Caroline Barbot

La temporada 1862-1863 va ser la de l'estrena de la primera versió de Simon Boccanegra, rebutjada tant aquí com ho havia estat a l'estrena a La Fenice i de Le Prophète la grand opéra de Meyerbeer que entusiasma els barcelonins. Precisament era el moment en què començava a arribar a Barcelona el repertori francès, encara que sempre traduït a l'idioma oficial del moment, l'italià.
També hi ha un famós tenor sevillà, Manuel Carrión, de brillant carrera però que al Liceu tindria el públic advers, tant aquell cop com a les actuacions d'anys més tard. La mateixa temporada actuava per únic cop a Barcelona un nom mític entre els tenors: el noble Giovanni Matteo, cavaliere da Candia, conegut artísticament com a Mario da Candia o senzillament com el tenor Mario; havia estat el primer Ernesto a l'estrena mundial de Don Pasquale a París el 1843; ara, passats els cinquanta anys, la seva veu conservava tot l'esclat.
El 10 de març de 1863 sonaven les primeres notes wagnerianes al Liceu. En una funció «a beneficio de los obreros sin trabajo» i després de l'òpera Giuditta d'Achille Peri, el cor del teatre i la Societat Coral Euterpe varen cantar la marxa de Tannhäuser que dirigí Josep Anselm Clavé.
La temporada va comptar amb els següents artistes:
- Mestre director musical: Clemente Castagneri
- Director d'orquestra:
- Sopranos primeres: Caroline Barbot, Adelaide Borghi-Mamo, Rosa Csillag, Leontina Fonti, Sofia Vera-Lorini, Ilma Murska, Elisa Volpini
- Sopranos segones: Caterina Mas-Porcell, Teresa Micheli
- Mezzosoprano primera: Carlotta Acs
- Mezzosoprano segona:
- Primers tenors: Emmanuele Carrion, Mario, Giuseppe Musiani, Pietro Mongini, Giuseppe Pasi, Ambrogio Volpini
- Segon tenor:
- Baríton: Innocenzo Canedi, Francesco Cresci, Gaetano Ferri, Emmanuele Florenza, Francesco Graziani, Francesco Steller
- Baix primer: Giorgio Atry, Belval, Cesare Della Costa

| Temporada 1862-1863 del Liceu |                   |                     |                   | |           |                                                                                     |
| Òpera                         | Compositor        | Director musical    | Director d'escena | Papers principals | Producció | Dates                                                                               |
| Il trovatore                  | Giuseppe Verdi    | Clemente Castagneri |                   | Manuel Florensa (1, 2 y 5 octubre) / Francesco Cresci (22, 23, 25, 26 octubre; desembre; gener; febrer) / Francesco Steller (12 març), Leontina Fonti (1, 2, 5 octubre) / Sofia Vera-Lorini (a partir del 22 d'octubre), Carlotta Acs (octubre, desembre; gener) / Adelaide Phillips (febrer, març 1863), Giuseppe Musiani (octubre, desembre; gener, febrer) / Mario (12 març), Cesare Dalla Costa (octubre) / Giorgio Atry (desembre; gener, febrer, març), Isolina Porcell / Caterina Mas-Porcell (març), Ignasi Costa, Leopold Jover                                                                                            |           | 1, 2, 5, 22, 23, 26, 30 octubre; 28 desembre 1862 / 11 gener; 26 febrer, 12 març    |
| La favorita                   | Gaetano Donizetti | Clemente Castagneri |                   | Sofia Vera-Lorini (octubre, novembre, desembre; gener), Adelaide Borghi-Mamo (abril), Giuseppe Musiani (octubre, novembre, desembre; gener), Pietro Mongini (16 abril), Francesco Cresci (octubre, novembre, 21 desembre; 9 gener), Luigi Guadagnini (12 desembre), Francesco Graziani (16 gener), Francesco Steller (abril), Cesare Dalla Costa (octubre, novembre), Giorgio Atry (desembre; gener, abril), Giovanni Battista Garulli, Isolina Porcell |           | 12, 13, 16, 17, 19, 28 octubre; 12 novembre; 12, 21 desembre; 9, 16 gener; 16 abril |
| I puritani                    | Vincenzo Bellini  | Clemente Castagneri |                   | Francesc Raguer, Cesare Dalla Costa, Bartolomeo Danieli (octubre), Manuel Carrión (novembre), Manuel Florensa, Giovanni Battista Garulli, Caterina Mas-Porcell, Ilma Murska |           | 18 octubre / 20, 21, 28 novembre                                                    |
| Lucia di Lammermoor           | Gaetano Donizetti |                     |                   | Ludovico Graziani, Fioretti, Morini, Giovanni Battista Garulli, Angelini, Caterina Mas-Porcell, Cesare Della Costa |           |                                                                                     |
| Giuditta                      | Achille Peri      |                     |                   | |           | 5 de novembre                                                                       |
| Un ballo in maschera          | Giuseppe Verdi    | Clemente Castagneri |                   | Giuseppe Musiani (novembre, desembre; gener), Mario da Candia (21, 23 abril), Pietro Mongini (25 abril), Francesco Cresci (novembre, desembre; gener), Francesco Steller (abril), Sofia Vera-Lorini (novembre, desembre; gener), Carolina Barbot (abril), Carlotta Acs (novembre, desembre; gener), Eleonora Grossi (abril), Ilma Murska (novembre), Elisa Volpini (desembre; gener), Luigia Perelli (abril), Francesc Reguer (novembre, desembre; gener), Giovanni Battista Garulli (abril), Cesare Dalla Costa (novembre), Manuel Florensa (desembre), Giorgio Atry (gener, abril), Leopold Jover, Francesc Sánchez, Ignasi Costa |           | 22, 23, 25, 26, 29 novembre; 11, 14, 16 desembre / 25 gener; 21, 23, 25 d'abril     |
| Rigoletto                     | Giuseppe Verdi    | Clemente Castagneri |                   | Manuel Carrión (desembre 1862) / Pietro Tagliazucchi (gener) / Mario (març, abril 1863), Gaetano Ferri (desembre 1862; gener 1863) / Francesco Graziani (març) / Francesco Steller (abril), Elisa Volpini, Giorgio Atry, Carlotta Acs (desembre 1862; gener 1863) / Adelaide Phillips (març, abril 1863), Josefina Vidal, Francesc Raguer |           | 13 desembre; 3, 4 gener; 21, 24 març; 5, 8 abril                                    |
| Simon Boccanegra              | Giuseppe Verdi    |                     |                   | |           | 31 de desembre                                                                      |
| Il profeta                    | Giacomo Meyerbeer |                     |                   | |           | 31 de gener                                                                         |
| La figlia del reggimento      | Gaetano Donizetti | Clemente Castagneri |                   | Caterina Mas-Porcell, Elisa Volpini, Napoleone Rossi, Llorenç Pagans, Francesc Raguer, Leopold Jover |           | 21, 22, 24 de febrer                                                                |
| Il trovatore                  | Giuseppe Verdi    |                     |                   | Francesco Cresci, Sofia Vera-Lorini, Phillippi, Giuseppe Musiani, Giorgio Atry, Caterina Mas-Porcell, Cesare Della Costa, Jover |           |                                                                                     |
| Il barbiere di Siviglia       | Gioachino Rossini | Clemente Castagneri |                   | Mario/Pietro Mongini/Giuseppe Musiani, Napoleone Rossi, Elisa Volpini/Adelaide Borghi-Mamo, Francesco Cresci/Francesco Steller/Camillo Everardi, Giorgio Atry, Francesc Reguer, Caterina Mas-Porcell, Giovanni Battista Garulli |           |                                                                                     |
| La traviata                   | Giuseppe Verdi    | Clemente Castagneri |                   | Leontina Fonti/Elisa Volpini/Luigia Perelli, Giuseppe Musiani, Manuel Florensa/Gaetano Ferri/Francesco Cresci/Francesco Steller |           |                                                                                     |